# Bernhard Grodtschilling
Bernhard Grodtschilling (2. maj 1697 – 2. august 1776) var en dansk søofficer og maler, bror til Bendix Grodtschilling den yngste.
Han var søn af Bendix Grodtschilling den yngre og blev kommandørkaptajn og maler og leverede kongerne en række malerier, især billeder af søslag, bl.a. af Tordenskiolds togt til Ny Elfsborg, et billede af Frederik IV på en abildgrå hest (1724) (formentlig det på Rosenborg) og billeder af de to grønlændere, som 1724 kom herned, samt et stort billede af kongen til hest ved Stades erobring.
Han ægtede Marie Cathrine Bentsdatter (1696-1771) og var far til Frederik Grodtschilling.